# Hemerobius cruciatus
Hemerobius cruciatus är en insektsart som beskrevs av Carl von Linné 1768. Hemerobius cruciatus ingår i släktet Hemerobius och familjen florsländor. Inga underarter finns listade i Catalogue of Life.